# Rovács Albin
Rovács Albin (Komárom, 1843. szeptember 6. – 1921. december 25. előtt) ügyvéd, városi levéltárnok.

## Élete
Rovács Ferenc ügyvéd, városi tiszti főügyész, tanácsnok, később polgármester, 40 évig Komárom város tisztviselője és Milkovics Johanna fia. Testvére Paulin.
Gimnáziumi tanulmányait szülővárosában és Nagyszombatban végezte, ahol az érseki konviktus lakója volt. Pozsonyban lett jogász és a Királyi Jogakadémián bírói vizsgát tett. Néhány évig Komárom vármegye jegyzője, esküdtje és szolgabírója működött. 1869-ben ügyvédi oklevelet szerzett, az utolsók közt akik még a régi királyi tábla vizsgálóbizottsága előtt cenzúráztak. 
1893-ban Komárom város levéltárnoka lett.
1871-től főmunkatársa volt a Komáromi Lapoknak. A Komárom című lap szerkesztését és kiadását 1877-ben vette át és 1881. elejéig a maga költségén adta ki, amikor is a Komáromi Lapokkal egyesült. 1890–1891-ben szerkesztette a Komárommegyei Közlönyt, majd megvált tőle és a Komáromi Értesítőt alapította és szerkesztette 1893. szeptemberéig.

## Művei
- 1901 A Komáromi vár leszerelése. Komáromi Lapok XXII/30.
- 1902 A magyar játékszíni társaság 1790. Komáromi Lapok 1902/35.
- 1903 Gyárffás Miklós érsekujvári lovas hadnagy végrendelete. A Komárom Vármegyei és Városi Muzeum-Egyesület értesítője 17, 27-35.
- 1904 Az Újvárhoz lerombolt városrész. Komáromi Lapok XXV/29.
- 1904 Komárom kereskedése Nagyszombattal háromszáz évvel ezelőtt. Komáromi Lapok 1904/1—2.
- 1906 Adatok az 1763. nagy földrengésről. Komáromi Lapok 1906/24-25.
- 1906 A Domonkos család Komáromban. Komáromi Lapok 22/15.
- 1907 Komárom. In: Komárom vármegye és Komárom sz. kir. város. Magyarország vármegyéi és városai.
- 1915 Komárom pusztulása, 1848. szept. 17. Komáromi Újság 1915/37.
- A borbélymesterség hajdan. Komáromi Lapok
- A komáromi várbeli tanitó levele az 1594. évi török ostromról.

Ifjú éveiben irogatott a Vasárnapi Ujságba (1862/45.) és a Győri Közlönybe. Komáromban minden helyi lapnak munkatársa volt.